# Charles Brånå

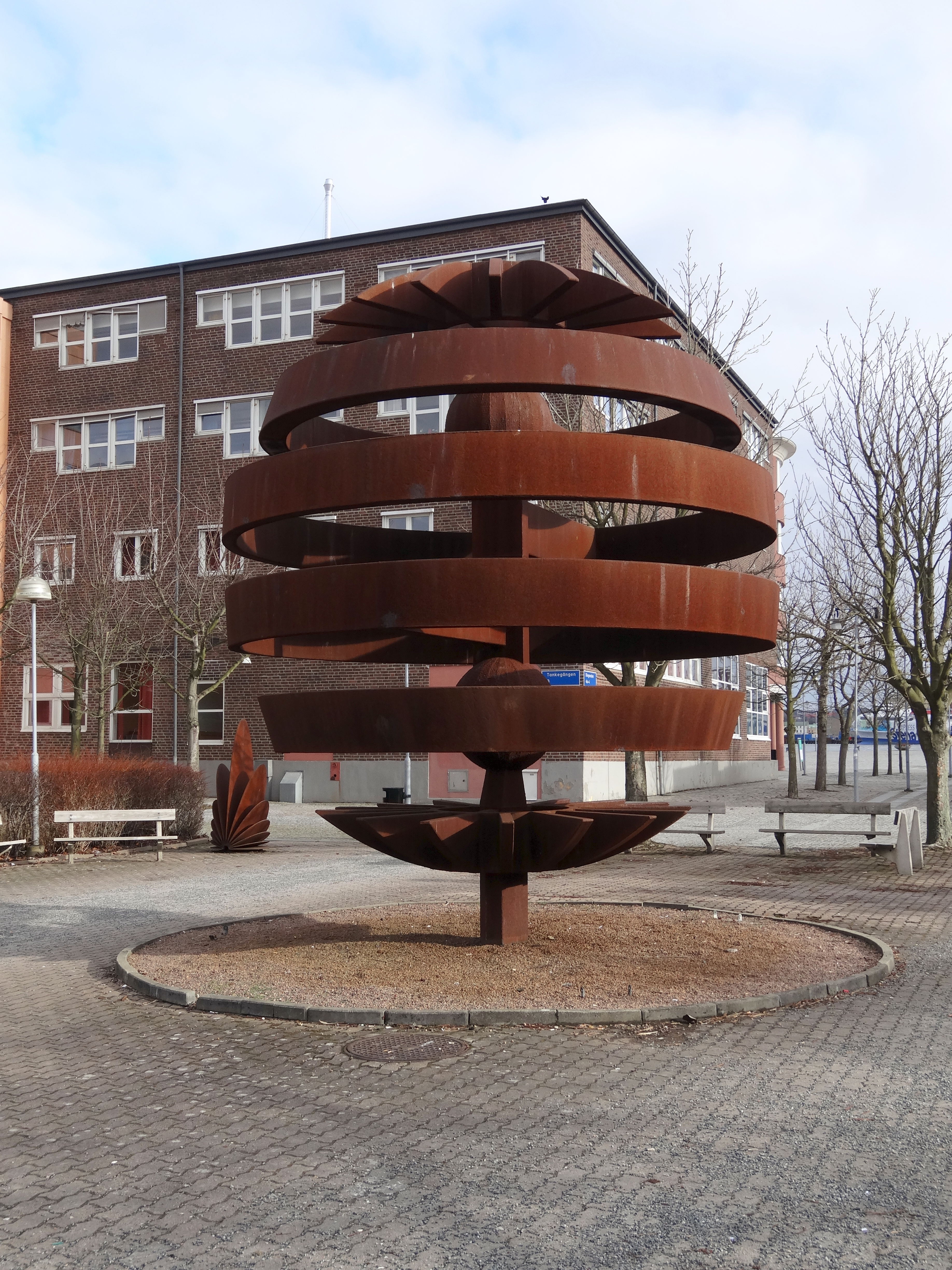
Polaren i Göteborg.

Arnold Charles Brånå, född 20 januari 1918 i Jörlanda i Bohuslän, död 16 mars 1996, var en svensk konstnär. Brånå fick sin konstnärliga utbildning vid Slöjdföreningensskola i Göteborg för Hjalmar Eld och Nils Wedel. Numera heter skolan Högskolan för design och konsthantverk (HDK). Brånå var också lärare på skolan och undervisade i utställningsteknik.
År 1943 blev han anställd på SKF i Göteborg där han ansvarade för utformning av SKF-kontor och internationella utställningar. Brånå var en av männen bakom "den hoppande kulan" där stålkulor hoppar mellan ett stort antal metallplattor i en fascinerande dans. "Den hoppande kulan" visades upp på SKF-utställningar runt om i världen och den fanns för beskådande i SKFs dåvarande skyltfönster på Östra Hamngatan i Göteborg i slutet på 1960-talet. 
Som fri konstnär arbetade Brånå dels med måleri i olja och oljelavyr dels med metallskulptur och textil.
Redan på 1940-talet intresserade han sig för teckning och måleri. Hans stil har förändrats och utvecklats under årtiondena och han var verksam ända fram till sin död.
Brånå har ställt ut sina verk på ett stort antal utställningar. Dåvarande Sparbankshallen på Avenyn 1967, Galleri Gatan, Galleri Aveny, Galleri Slottet, Röhsska museet, Galleri Majnabbe med flera.
Han hade ett nära samarbete med Bohusslöjd i Göteborg som vävt många av hans motiv. En stor väv föreställande väntande fiskarkvinnor finns på Hotell 11 i Göteborg. Väggbonaden "Generationer" finns på Röhsska museet.
Brånå finns representerad i privata samlingar inom och utanför Sverige, bland annat HM Konungens samlingar, Prins Bertils samlingar, Prins Bernhards samlingar (Holland). Offentliga verk finns på: SKF, Götaverken, SKF ERC-Center (Jutphaas i Holland), Industriförbudet, Projekt Lindholmen samt Röhsska museet[källa behövs].
En av hans stålskulpturer "Polaren" (1980) finns i på Lindholmen i Göteborg.
Brånå var verksam inom Göteborgs Konstnärsklubb där han var ordförande från slutet av 1980-talet till början av 1990-talet. Han är begravd på Västra kyrkogården i Göteborg.